# 이완장군묘
이완장군묘(李浣將軍墓)는 대한민국 경기도 여주시 여주읍 상거리에 있는, 조선시대 중기의 무신인 매죽헌(梅竹軒) 이완(1602∼1674) 장군의 묘소이다. 1973년 7월 10일 경기도의 기념물 제16호로 지정되었다.

## 개요
조선 중기의 무신인 매죽헌(梅竹軒) 이완(1602∼1674) 장군의 묘소이다.
인조(仁祖) 2년 (1624) 무과에 급제한 후 벼슬길에 오르게 되었으며, 평안도 병마절도사·함경도 병마절도사·경기도 수군절도사 등의 자리를 역임하였다. 1649년 효종이 청나라에 인질로 잡혀갔던 치욕을 씻기 위해 북벌 정책을 계획할 때 어영대장, 훈련대장으로 발탁되었고 이어 훈련대장과 병조판서의 임무를 맡았다. 당시 제주도에 표류했던 네덜란드인 하멜을 시켜 신무기를 만들게 하였으며, 성곽의 개조와 신축 등을 추진해 나갔다. 그러나 효종이 재위 10년 만에 승하하자 북벌 계획이 중지되어 뜻을 이루지 못했다. 현종 때에는 수어사로 임명되었고, 포도대장을 거쳐 우의정에 이르렀다.
묘역은 봉분을 중심으로 둘레에 돌담이 둘러져 있고 봉분 앞에는 제물을 차려놓고 제사를 드리기 위한 상석과 향로석, 장명등(長明燈:무덤앞에 세우는 돌로 만든 등)이 있다. 묘역의 좌우에는 문인석·망주석·동자석이 각각 1쌍씩 있고, 조금 떨어진 곳에는 신도비(神道碑:왕이나 고관 등의 평생업적을 기리기 위해 무덤 근처 길가에 세운 비)가 있다.

## 같이 보기
- 이완

## 참고 문헌
- 이완장군묘 - 국가유산청 국가유산포털